# سيمون أوليفر
سيمون أوليفر (بالإنجليزية: Simon Oliver)‏ هو قسيس بريطاني، ولد في 2 أكتوبر 1971.